# Sulculeolaria angusta
Sulculeolaria angusta är en nässeldjursart som beskrevs av Totton 1954. Sulculeolaria angusta ingår i släktet Sulculeolaria och familjen Diphyidae. Inga underarter finns listade i Catalogue of Life.